# Салманов Айдин Гурбан Огли
Салманов Айдин Гурбан Огли — професор, доктор медичних наук, лікар вищої кваліфікаційної категорії зі спеціальності «Епідеміологія», державний службовець 9 рангу, п’ятої категорії, завідувач кафедри мікробіології, епідеміології та інфекційного контролю Національної медичної академії післядипломної освіти ім. П. Л. Шупика.

## Біографічні відомості
Салманов Айдин Гурбан Огли народився в 2 квітня 1957 року у м. Шамхор (нині - Шамкір) Азербайджанської РСР в сім'ї робітника. З 1965 по 1974 рік навчався у Шамхорській міській середній школі №4. За час навчання неодноразово брав участь у шкільних республіканських олімпіадах з фізики, біології, хімії та креслення. За його ініціативи була створена періодична - настінна газета школи з питань співпраці у галузи науки між школами колишнього СРСР та був його редактором. Неодноразово організував міжшкільні наукові конференції, які були високо оцінені як школярами, так керівництвом органів освіти міста. За успіхи в навчанні неодноразово нагороджений грамотами, його фото розміщено на дошці пошани рідної школи. Він одружений, має двох синів, які мають професію математика та юриста. 

## Освіта та трудова діяльність
Айдин Салманов в 1974 році, успішно склав вступні іспити та вступив до Азербайджанського державного медичного інституту (санітарно-гігієнічний факультет), який закінчив у 1981 році та отримав кваліфікацію санітарного лікаря. 
У 1982 році Айдин Салманов пройшов підвищення кваліфікації з імунології та ізосерології в Українському науково-дослідному інституті гематології і переливання крові, де оволодів сучасними методами визначення групової і резус-приналежності, антиеритроцитарних антилейкоцитаорних та антитромбоцитарних антитіл у крові та почав працювати на посаді лікаря - лаборанта в клініко-діагностичних лабораторіях лікувально-профілактичних закладах м. Києва до 1982 року. Він одночасно зайнявся науковою діяльністю. 
У період з 1982 по 1995 роки він працював на посаді лікаря епідеміолога, а 1996 по 2005 роки на посаді завідувача епідеміологічним відділом у системі державної санітарно-епідеміологічної служби м. Києва. У цей період інтенсивно займався проблемами внутрішньолікарняних інфекцій, зокрема післяопераційними і післяпологовими гнійно-запальними інфекціями. В подальшому результати його наукових досліджень стали основою Національної концепції  боротьби з внутрішньолікарняними інфекціями в Україні і інструкції щодо профілактики внутрішньолікарняних інфекцій в акушерських стаціонарах, що були підтримані та затверджені наказами Міністерство охорони здоров'я України. 
У 1998 р. Айдин Салманов пройшов повний курс навчання на тему «Основи інфекційного контролю», організованого Американським міжнародним медичним альянсом (The American International Health Alliance) та став сертифікованим спеціалістом з інфекційного контролю. Це дало йому змогу організувати тренінги у закладах охорони здоров’я на тему контроль та профілактика внутрішньолікарняних інфекцій. Були також встановлені наукові зв’язки з спеціалістами країн СНД, що сприяло об’єднанні зусиль у розробці відповідних рекомендацій з питань удосконалення заходів контролю та профілактики інфекцій, пов’язаних з наданням медичної допомоги. Так, у 2000 році він у співпраці з спеціалістами країн СНД та Американського міжнародного медичного альянсу розробив основні принципи епідеміологічного нагляду за гнійно-запальними інфекціями в хірургії та впровадив їх у закладах охорони здоров’я м. Києва, що дало змогу оцінити фактичний рівень інфекційної захворюваності пацієнтів та прогнозувати епідемічну ситуацію на основі моніторингу госпітальних штамів мікроорганізмів. 
У 2005 році Айдин Салманов був запрошений в державну службу в Міністерстві охорони здоров'я України, де його призначили заступником оперативного штабу по ліквідації спалаху Пташиного грипу в Автономній Республіці Крим. Після успішної локалізації та ліквідації вогнища цієї інфекції Айдин Салманов був призначений на посаду головного спеціаліста Міністерства охорони здоров'я України з питань контролю та профілактики внутрішньолікарняних інфекцій яку обіймав протягом 9 років. За цей час Айдин Салманов підготував три проекти Законів України та 2 постанов Кабінету Міністрів України в області охорони здоров'я, 27 нормативно-правових актів Міністерства охорони здоров’я України з питань профілактики внутрішньолікарняних та інших інфекцій. 
У 2014 році для продовження наукової діяльності Айдин Салманов був переведений на роботу в Національну медичну академію післядипломної освіти імені П.Л. Шупика на посаду асистента кафедри мікробіології і епідеміології, після обрання за конкурсом у 2015 році був призначений завідувачем цієї кафедри. За ініціативи Айдина Салманова у 2017 році назва кафедри «мікробіології і епідеміології» замінено на «мікробіології, епідеміології та інфекційного контролю». На базі цієї кафедри, вперше у Східній Європі та країнах СНД, створене освітньо-тренінговий центр з інфекційного контролю та антимікробної резистентності, де проходять навчання госпітальні епідеміологи, мікробіологи та лікарі-клініцисти різних спеціальностей. 

### Захист дисертаційних робіт
У 2008 році Айдин Салманов захистив дисертацію кандидата медичних наук на тему «Наукове обґрунтування системи епідеміологічного нагляду за інфекціями в області хірургічного втручання» (наукові керівники: професор Марієвський В.Ф. та доцент Вернер О.М.), а в 2013 році - доктора медичних наук на тему «Епідеміологічний нагляд за післяопераційними гнійно-запальними інфекціями, спричиненими антибіотикорезистентними мікроорганізмами» (наукові консультанти: проф. Марієвський Віктор Федорович – директор ДУ «Інститут епідеміології та інфекційних хвороб ім. Л.В. Громашевського НАМН України», проф. Руденко Ада Вікторівна – завідувач лабораторії бактеріології та мікології ДУ «Інститут урології НАМН України», проф. Усенко Олександр Юрійович – директор ДУ «»Національний інститут хірургії та трансплантології імені О.О. Шалімова НАМН України). 

### Наукова діяльність
Айдин Салманов є автором понад 300 наукових праць, в тому числі 32 монографій, одного підручника та 3 навчальних посібників для вищих медичних навчальних закладів. Галузь наукових інтересів – госпітальна епідеміологія, клінічна мікробіологія, інфекції, пов’язані з наданням медичної допомоги, інфекції в області хірургічного втручання, інфекційний контроль, антибіотики та антимікробна резистентність. Він розробив (2008 р.) критерії визначення 53 локальних форм інфекцій в області хірургічного втручання за анатомічною локалізацією гнійно-запального процесу, розробив і, вперше в країнах СНД, впровадив у практику систему епідеміологічного нагляду за інфекціями в області хірургічного втручання; у 2012 році було розроблено та впроваджено у закладах охорони здоров’я України систему епідеміологічного нагляду за інфекціями, пов’язаними з наданням медичної допомоги в хірургії на основі вивчення епідеміологічних особливостей післяопераційних гнійно-запальних інфекцій та резистентності їх збудників до антимікробних препаратів. Крім того, він є організатором щорічних міжнародних науково-практичних конференцій в Україні (2007-2017 рр.), присвячених актуальних проблемам антимікробної резистентності та профілактики інфекцій, пов’язаних з наданням медичної допомоги; активним учасником міжнародних конференцій, семінарів з питань профілактики інфекційних захворювань, що проводяться в країнах Європейського Союзу.

## Перелік ключових публікацій
1. Салманов А.Г., Салманов Є.А. Инфекционный контроль и антимикробная резистентность. Учебное пособие – К.: Аграр Медіа Груп – 2016. – 640 с. ISBN 978-617-646-349-8
2. Салманов А.Г. Профілактика інфекцій в області хірургічного втручання: Монографія / А.Г. Салманов.– К.: АграрМедіаГруп – 2016. – 400 с. ISBN 978-617-646-360-3
3. Салманов  А.Г., Салманов Э.А. Статистика в госпитальной эпидемиологии: Учебное пособие  – К.: ТОВ «Аграр Медіа Груп». – 2016. – 272 с. ISBN 978-617- 646-359-7.
4. Салманов А.Г. Определение  терминов в госпитальной эпидемиологии: Справочник – К.: ТОВ «Аграр Медіа Груп». – 2016.–268 с. ISBN 978-617-646-358-0.
5. Салманов А.Г., Савичук Н.О., Вернер О.М. Стандарти інфекційного контролю в стоматології: Навчальний посібник – К.: ТОВ «Аграр Медіа Груп». – 2016.– 424 с. ISBN 978-617-646-384-9.
6. Салманов А.Г., Вернер О.М. Стерилизация изделий медицинского назначения – Х.: ФОП Попов А.М. – 2015. – 412 с. ISBN 978-617-729-310-0.
7. Салманов А.Г., Салманов Э.А.  Основы инфекционного контроля – К.: Аграр Медіа Груп – 2015. – 658 с. ISBN 978-617-646-288-0.
8. Салманов А.Г. Антимікробна резистентність иа інфекції, асоційовані з медичною допомогою в Україні. Епідеміологічний звіт мультіцентрового дослідження (2010-2014 рр.). / Монографія..– К.: Аграр Медіа Груп – 2015. – 452 с. ISBN 978-617-646-325-2
9. Салманов А. Г., Салманов Э. А. Управление рисками в хирургии. – Х.: НТМТ. – 2014. – 724 с. ISBN 978-966-8311-65-9.
10. Салманов А.Г., Салманов, Е.А., Салманов Р.А. Визначення термінів у галузі охорони здоров’я. – Х. : НТМТ. – 2014. – 544 с. ISBN 978-966-8311-65-9.
11. Салманов А.Г. Стандарты инфекционного контроля. – Х.: НТМТ. – 2014. – 560 с. ISBN 978-617-578-179-1.
12. Салманов А.Г. та ін. Стерилізація виробів медичного призначення. – Х.НТМТ. – 2013. – 496 с. ISBN 978-617-578-114-2
13. Салманов А.Г., Салманов Э.А. Чистые помещения в лечебно-профилактических учреждениях.- Х.НТМТ. – 2013. – 432 с. ISBN 978-617-578-096-1.
14. Салманов А.Г. Профілактика післяопераційних інфекцій. – Х.НТМТ. – 2013. – 496 с. ISBN 978-617-578-137-1.
15. Салманов А.Г. Антибіотикорезистентність в хірургії: Монографія.– Х.: НТМТ. – 2012. – 456 с. ISBN 978-617-578-092-3
16. Салманов А.Г. Медична статистика в госпітальній епідеміології. Навч.посіб. – Х.: НТМТ. 2012. – 186 с. ISBN 978-617-578-093-0
17. Салманов А.Г. Хірургічні інфекції: Монографія. – К. Кондор. – 2011. – 374 с. ISBN 978-966-351-398-0.
18. Салманов А.Г. Інфекційний контроль в хірургії: Монографія. – К. : Ніка-Центр. – 2011. – 272 с. ISBN 978-966-521-603-2.
19. Салманов А.Г. Збірник наукових праць з інфекційного контролю (у 6- ті томах.).- Х.: ФОП Попов А.М. – 2015. – 408 с. ISBN 978-617-729-309-4.
20. Салманов А.Г., Салманов Э.А. Стандарты стерилизации: Справочник в шести томах..– К.: ТОВ «Аграр Медіа Груп». –2016.– 384 с. ISBN 978-176-646-362-7.

## Міжнародна співпраця
Національний координатор МОЗ України з інфекційного контролю та антимікробної резистентності, Національний координатор України у проекті Європейського Союзу «Percept-R study: multi-state study about the perception of the antimicrobial resistance in Europe», що підтримується Європейським комітетом з інфекційного контролю (EUCIC); член генерального директорату Європейського комітету з тестування до протимікробних препаратів (EUCAST), член Європейського комітету з інфекційного контролю (EUCIC); член експертної групи Європейського товариства мікробіологів та інфекціоністів (ESCMID), глава Всеукраїнської асоціації інфекційного контролю та антимікробної резистентності; глава Національного комітету України з тестування до протимікробних препаратів (UCAST) та з інфекційного контролю (UCIC); головний редактор наукового видання «Міжнародний журнал антибіотики та пробіотики»; голова міжнародного науково-медичного центру імені академіка Заріфи Алієвої. За координації Айдина Салманова зазначені організації тісно співпрацює з ВООЗ, ECDC, ESMID, CDC, Американським товариством мікробіологів, Фондом Земелвейсу (Австрія), Асоціацією Терапевтичної гігієни (Польща) та Лондонським королівським коледжем.